# Plátano do Rossio

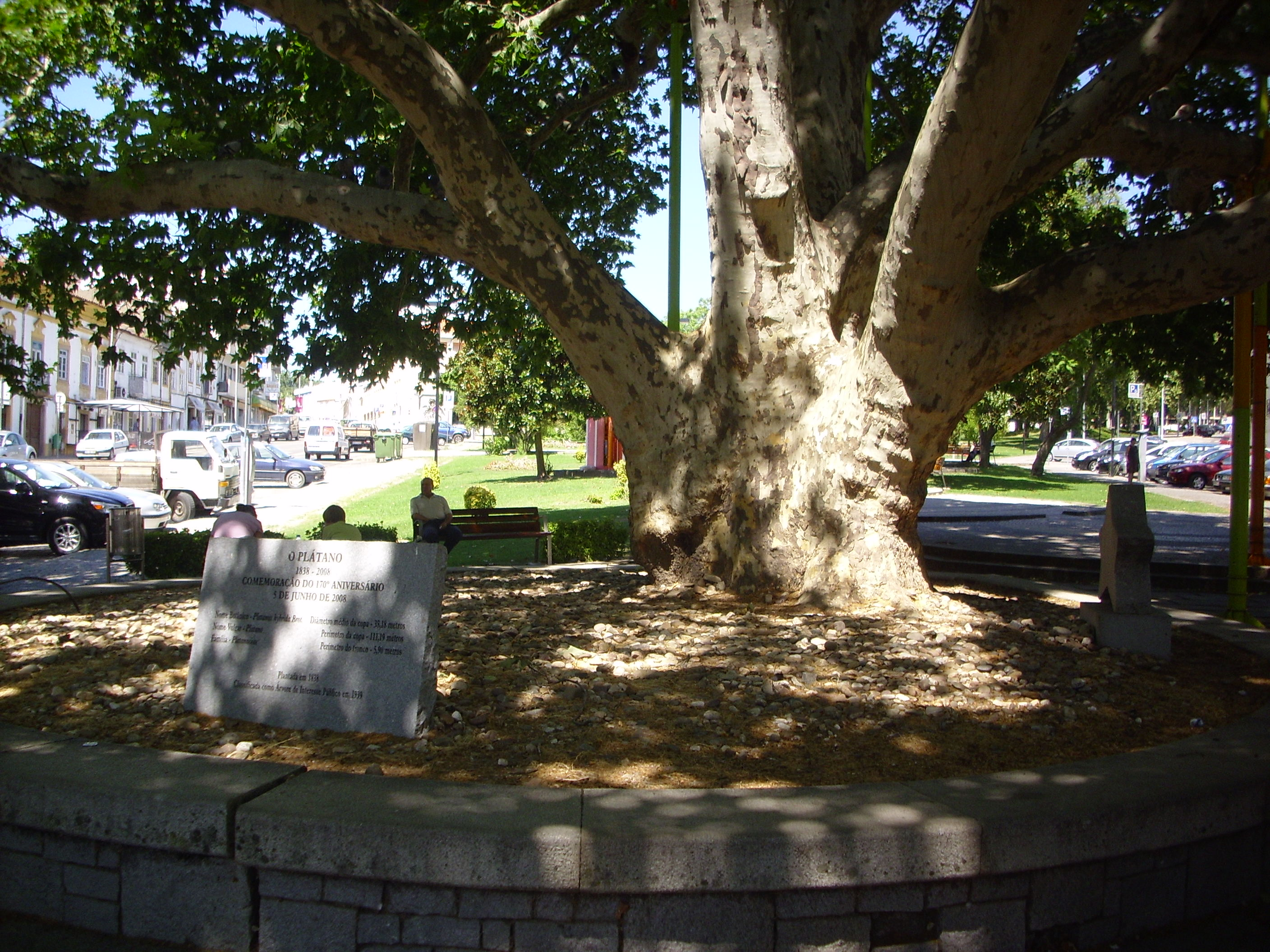
Placa comemorativa e tronco do plátano

O Plátano do Rossio ou Plátano de Portalegre é um plátano plantado no Jardim da Avenida da Liberdade, em Portalegre, Portugal.
Esta árvore foi plantada em 1838, pelo botânico Dr. José Maria Grande (1799-1857), junto a uma linha de água.
Tem hoje o tronco (com 5,26 m de PAP) em grande parte soterrado, em virtude dos aterros sucessivos para nivelamento do atual arruamento. A sua copa, cuja sombra é muito apreciada, acredita-se ser a maior da Península Ibérica, com 27 m de diâmetro. É de notar que este plátano, segundo Sousa Pimentel, em 1894 tinha 3 m de PAP e a copa 24 m de diâmetro.[carece de fontes?]
Está considerado de interesse público por decreto publicado em Diário do Governo, sendo a mais antiga árvore classificada de interesse público portuguesa, registada a 28 de Agosto de 1938.
Terá sido plantado ao acaso, conjuntamente com outras árvores que não perduraram tanto.[carece de fontes?] É hoje um dos símbolos da cidade de Portalegre, tendo sido palco de inúmeros acontecimentos desde as naturais e amenas cavaqueiras, à realização de negócios (tal como a venda de melancias), comícios políticos, encontros amorosos, entre muitos outros. Nos tempos da política regeneradora-progressista, esta árvore servia para proclamar os vencedores das lutas eleitorais da época, que aqui hasteavam a sua bandeira. Foi também a primeira "sede" do Sport Clube Estrela, como denota uma placa comemorativa lá colocada, tendo sido este o local onde decorriam as reuniões do clube.
O Plátano terá sido, a certa altura, condenado ao abate, chegando até a ser parcialmente serrado (até meio, de acordo com algumas fontes). No entanto, a revolta do povo portalegrense, orgulhoso deste monumento botânico, evitou que tal se concretizasse.[carece de fontes?]
Em 2020, foi o vencedor do concurso nacional Árvore Portuguesa. Em 2021, representou Portugal no concurso europeu Árvore Europeia do Ano, onde contou a sua história.

Views of Plátano do Rossio - Portalegre
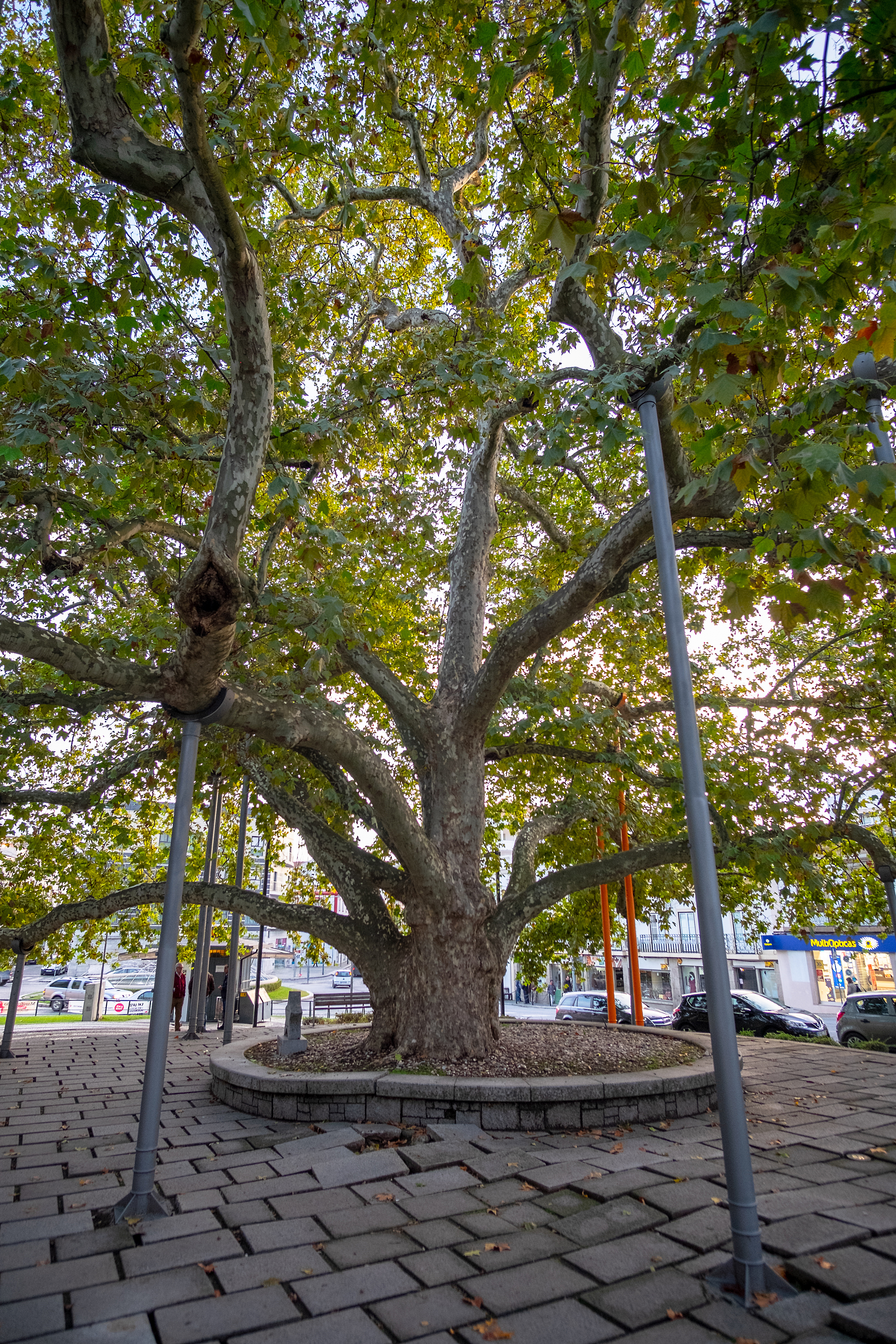
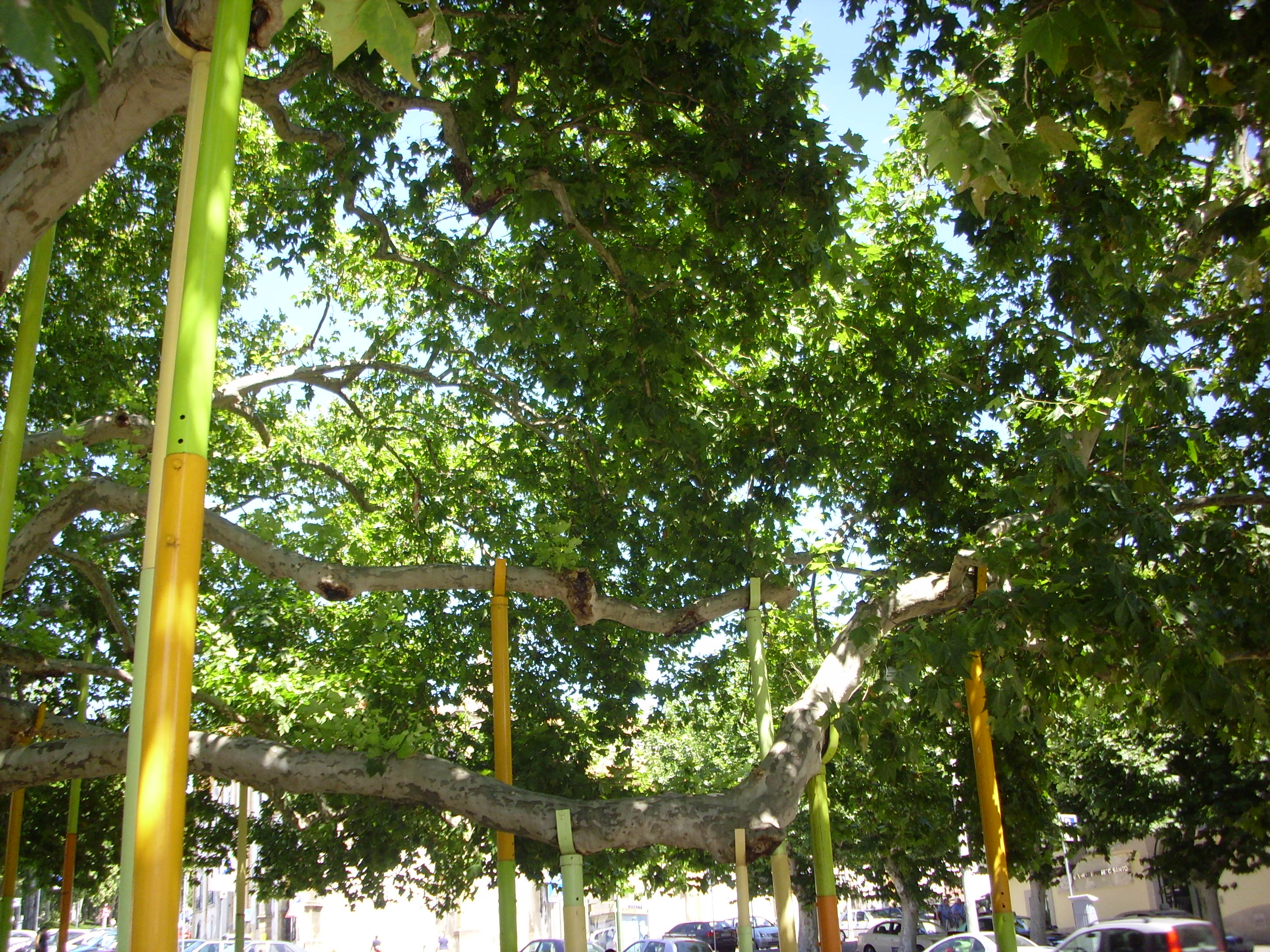